# Anne Marie Helger
Anne Marie Helger (* 12. Februar 1946 in Gentofte) ist eine dänische Schauspielerin.

## Leben
Anne Marie Helger wuchs als Tochter von Jørgen Erik Helger (1910–1987) und dessen Frau Mary Anna Fog (1916–?) gemeinsam mit zwei Brüdern und einer Schwester in Gentofte auf.
Nach ihrem Schulabschluss absolvierte sie von 1965 bis 1969 ihre Schauspielausbildung an der Schauspielschule des Aalborg-Theaters, wo sie als Darstellerin auch ihr Bühnendebüt hatte. Als Bühnendarstellerin wirkte sie in zahlreichen Theaterstücken, Musicals, Varieté-Shows, Ballett-Aufführungen und in Kabarett-Programmen mit, so unter anderem auch am Folketeatret, am Odense Teater, am Aarhus Teater, am Königlichen Theater Kopenhagen, am Theater Helsingør oder im Kopenhagener Vergnügungspark Tivoli.
Seit 1969 hat sie als Schauspielerin vor der Kamera in bislang mehr als 60 Film-und-Fernsehproduktionen mitgewirkt. Im Jahr 1994 wurde Helger als Beste Nebendarstellerin mit dem dänischen Film- und Fernsehpreis Robert ausgezeichnet. Einem breiten Publikum bekannt wurde sie vor allem durch ihre Rolle als Vibeke Lund in der Krimiserie Kommissarin Lund – Das Verbrechen, wo sie die Mutter der Hauptfigur Sarah Lund (Sofie Gråbøl) darstellte. Daneben ist sie auch als Drehbuchautorin und als Synchronsprecherin für Animationsfilme und Zeichentrickfilme tätig.
Helger ist seit 1990 verheiratet und lebt mit ihrem Ehemann in Kopenhagen. Aus einer früheren Beziehung hat sie eine Tochter (* 1971). Helger ist Mitglied der Socialistisk Folkeparti.

## Filmografie (Auswahl)
- 1969: De to i ledvogterhuset
- 1976: Stromer
- 1978: Der Baron
- 1979: Johnny Larsen
- 1981: Das himmlische Dänemark
- 1983: Koks i Kulissen
- 1984: Crash
- 1984: Privatdetektiv Anthonsen (Fernsehserie, 1 Folge)
- 1987: Letzter Akt
- 1988: Himmel und Hölle
- 1989: Der Träumer
- 1993: Viktor und Viktoria
- 1995: Ein Zirkus für Sarah
- 1997: Fanny Farblos
- 2006: Frau Eilersen und Mehmet
- 2007–2012: Kommissarin Lund – Das Verbrechen (Fernsehserie, 20 Folgen)
- 2012: Limbo (Fernsehserie, 3 Folgen)
- 2014: Whole (Kurzfilm)
- 2020: De forbandede ar
- 2023: Roselil og stentrolden